# Chionanthus retusus
Pour les articles homonymes, voir Arbre de neige.
Arbre à franges de Chine, Arbre de neige
Espèce
Classification phylogénétique
Chionanthus retusus, ou Arbre à franges de Chine, parfois Arbre de neige, est une espèce de plantes à fleurs de la famille des Oleaceae. C'est un arbre originaire de Chine, de Corée et du Japon. Le nom vernaculaire ambigu d'« Arbre de neige » désigne plus généralement l'espèce voisine Chionanthus virginicus dite également « Arbre à franges »,, originaire de l'est des États-Unis.